# Paolo Antonio Pesenti
Paolo Antonio Pesenti (Pescia, 1º maggio 1666 – Pescia, 1º agosto 1728) è stato un presbitero italiano, vescovo eletto della diocesi di Pescia.

## Biografia
Discendente di una famiglia nobile originaria della Lombardia, compì gli studi in seminario a Pescia e poi si laureò in teologia all'Università di Pisa. Ordinato sacerdote, il 16 gennaio 1626 fu nominato canonico della prepositura di Pescia.
Nel 1707, rimasta vacante la prepositura nullius di Pescia per la morte dell'ordinario, ne fu nominato preposto. Nel 1717, indisse il sinodo diocesano. Aprì vari conventi, tra cui il Monastero della Visitazione di Massa e Cozzile e quello delle Salesiane di Pescia. Il 17 marzo 1727, la prepositura di Pescia fu elevata a diocesi e l'ordinario ne divenne il primo vescovo. A causa di problemi di salute non si poté mai recare alla cerimonia di consacrazione, per cui rimase vescovo eletto fino alla morte improvvisa, avvenuta nel 1728.